# Johann Kaspar Bluntschli
Johann Caspar (também Kaspar) Bluntschli (7 de Março de 1808 – 21 de outubro de 1881) foi um jurista e político Suiço.

## Biografia
Ele nasceu em Zurique, filho de um fabricante de sabão e vela. Da escola, ele passou para o Politische Institut (um seminário de direito e ciência política) em sua cidade natal, e avançou de lá para as universidades de Berlim e Bonn, onde formou-se com o grau de doctor juris neste último, em 1829.
Ao retornar para Zurique em 1830, ele atirou-se com ardor ao conflito político que no momento inquietava todos os cantões da Confederação, e nesse ano publicou Über die Verfassung der Stadt Zürich (Sobre a Constituição da Cidade de Zurique). Este foi seguido pelo Das Volk und der Souverän (O Povo e o Soberano, 1830), uma obra na qual, ao argumentar a favor de um governo constitucional, ele demonstrou sua amarga repugnância pelo crescente radicalismo Suíço. Foi eleito membro do Grande Conselho (em alemão:  Grosser Rath) em 1837, e tornou-se o maior defensor do partido conservador moderado.
Fascinado pela visão metafísica do filósofo Friedrich Rohmer (1814-1856), um homem que atraía pouca atenção, ele aventurou-se ao publicar Psychologische Studien der Staat und Kirche (Estudos Psicológicos do Estado e da Igreja, 1844) para aplicá-los à ciência política em geral, e particularmente como uma panaceia para os problemas constitucionais da Suíça. Bluntschli, pouco antes de sua morte, teria dito: "eu ganhei notoriedade como jurista, mas minha maior realização foi ter compreendido Rohmer." Esta obra filosófica, no entanto, junta a sua atitude intransigente em relação ao radicalismo e ao ultramontanismo, trouxe-lhe muitos inimigos, e tornou a sua permanência no conselho, ao qual havia sido eleito presidente, impossível. Ele demitiu-se de seu assento, e após a derrubada da aliança de Sonderbund em 1847, e ao perceber que toda a esperança de poder para o seu partido havia sido perdida, deixou a Suíça com o panfleto Stimme eines Schweizers über die Bundesreform (A Voz de um Suiço sobre a Reforma Federal, 1847), e instalou-se em Munique, onde ele se tornou professor de direito constitucional em 1848.

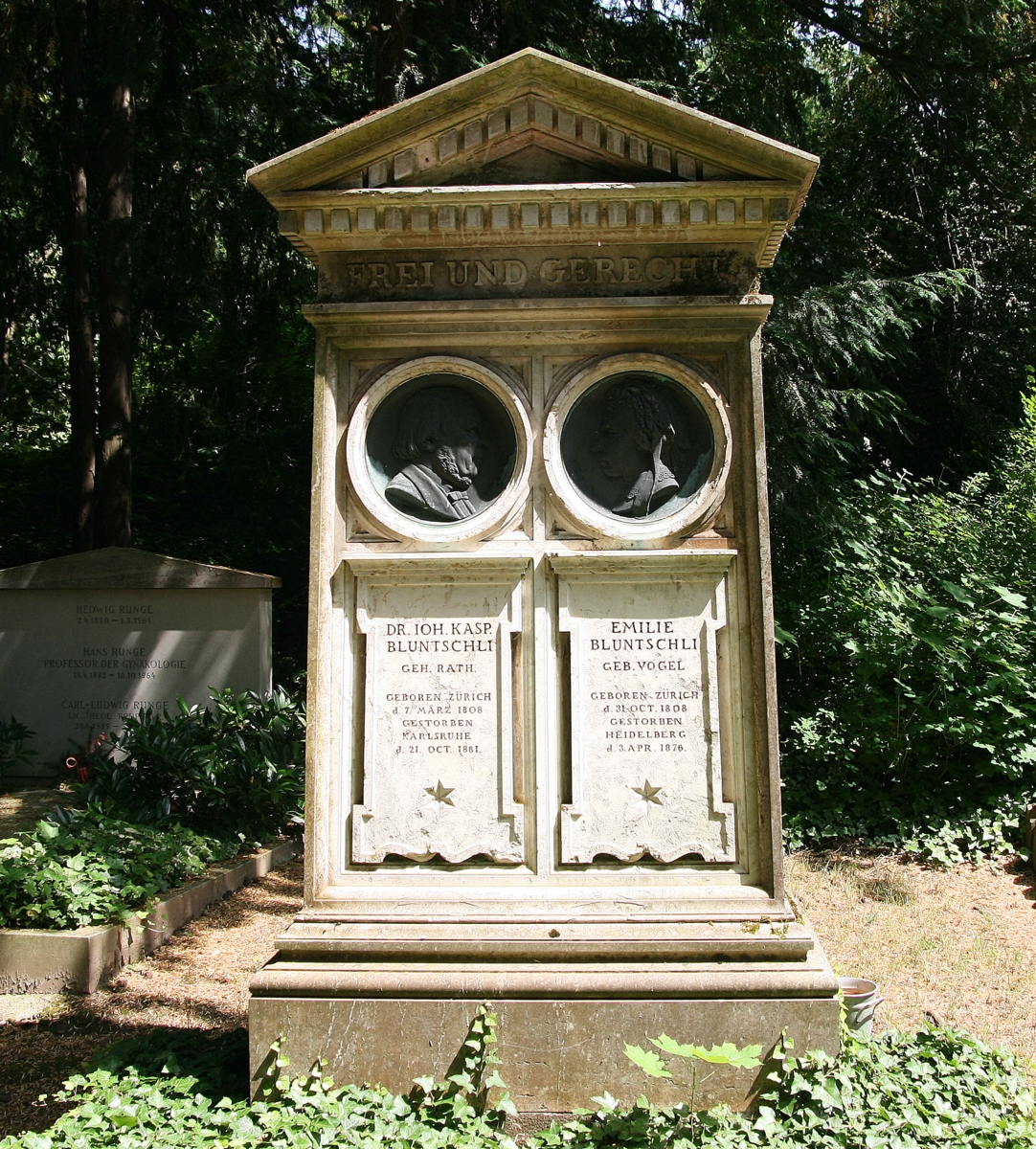
Túmulo em Heidelberg

Em Munique ele se dedicou com empolgação ao seu assento de professor, e, resistindo a tentação de se envolver com a política, publicou Allgemeines Staatsrecht (Direito Federal Geral, 1851-1852); Lehre vom modernen Staat (Doutrina do Estado Moderno, 1875-1876); e, em conjunção com Karl Ludwig Theodor Brater (1819-1869), Deutsches Staatswörterbuch (11 volumes entre 1857-1870; resumidos por Edgar Loening em 3 volumes, 1869-1875). Enquanto isso, ele trabalhou assiduamente na codificação do direito privado no Cantão de Zurique, Privatrechtliches Gesetzbuch für den Kanton Zürich (Código de Direito Privado para o Cantão de Zurique, 1854-1856), um trabalho que foi muito elogiado à época, e cuja seção dedicada a contratos, serviu de modelo para os códigos de direito civil não apenas na Suiça mas também em outros países.
Em 1861 Bluntschli foi nomeado professor de direito constitucional em Heidelberg, onde mais uma vez ele entrou na arena política, procurando em sua obra Geschichte des algemeinen Staatsrechts und der Politik (História do direito federal geral e da política, 1864) estimular, como ele explicou, a consciência política do povo alemão, para purificá-lo de preconceitos e para aprofundá-lo intelectualmente. Ele era Maçom e foi Mestre de loja Ruprecht zu den fünf Rosen e em 1865 publicou uma carta pública contra a exortação apostólica do Papa Pio IX, Multiplices inter. Em sua nova casa, em Baden, dedicou suas energias e influência política, durante a guerra Austro-Prussiana de 1866, à manutenção da neutralidade do país. A partir deste momento Bluntschli tornou-se ativo no campo do direito internacional, e a sua fama como jurista formou-se mais à esta área do que ao direito constitucional. Das moderne Kriegsrecht (Lei Marcial Moderna, 1866); Das moderne Völkerrecht der zivilisierten Staaten, als Rechtsbuch dargestellt (O Direito Internacional Moderno dos Estados Civilizados, 1868), e Das Beuterecht im Krieg (Direito de Prêmios na Guerra, 1878), provavelmente continuarão inestimáveis livros-texto neste ramo da ciência da jurisprudência. Ele também escreveu um panfleto sobre o caso Alabama, no qual o navio Confederado CSS Alabama capturou mais de sessenta embarcações Unionistas como prêmio durante a Guerra Civil Americana. Seu trabalho sobre as leis de guerra e sobre o direito internacional público foram influenciados por uma longa correspondência com Francis Lieber, um alemão emigrado para os Estados Unidos.
Bluntschli foi um dos fundadores em 1873, em Ghent , do Instituto de Direito Internacional, e foi o representante do imperador alemão na conferência internacional sobre os direitos de guerra em Bruxelas. Durante os últimos anos de sua vida, ele tomou interesse na Protestantenverein, uma sociedade formada para combater visões teológicas reacionárias e ultramontanistas.
Foi eleito membro estrangeiro da Academia Real das Artes e Ciências dos Países Baixos em 1875.
Faleceu repentinamente, em Karlsruhe, no dia 21 de outubro de 1881. A sua biblioteca foi adquirida pela Johns Hopkins University.
Entre suas obras, além das mencionados anteriormente, podem ser citadas Deutsches Privatrecht  (Direito Privado Alemão,1853-1854); Deutsche Slaatslehre für Gebildete (Ciência Política Alemã para Advogados, 1874); e a Deutsche Staatslehre und die heutige Staatenwelt (Ciência Política Alemã e o Mundo Atual, 1880).